# Clement Storer
Clement Storer (Kennebunk, 1760. szeptember 20. – Portsmouth, 1830. november 21.) az Amerikai Egyesült Államok szenátora (New Hampshire, 1817–1819).